# Tepuivireo
De tepuivireo (Vireo sclateri synoniem: Hylophilus sclateri) is een zangvogel uit de familie Vireonidae (Vireo's).

## Verspreiding en leefgebied
Deze soort komt voor in de tepuis van zuidelijk Venezuela, westelijk Guyana en uiterst noordelijk Brazilië.

## Status
De grootte van de populatie is niet gekwantificeerd maar de soort wordt omschreven als vrij algemeen. Op de Rode lijst van de IUCN heeft deze soort de status niet bedreigd.